# Kviddtjärnen (Idre socken, Dalarna)
Kviddtjärnen är en sjö i Älvdalens kommun i Dalarna och ingår i Dalälvens huvudavrinningsområde.